# Haro
Haro ist eine 11.979 Einwohner (Stand: 2024) zählende Kleinstadt und eine Gemeinde (municipio) in der nordspanischen Autonomen Region La Rioja. Die Gemeinde gehört zum Weinbaugebiet der Rioja Alta.

## Lage und Klima
Haro liegt im Nordwesten der spanischen Autonomieregion La Rioja nahe der Einmündung des Flusses Tirón in den Ebro ca. 25 km (Fahrtstrecke) südöstlich von Miranda de Ebro in einer Höhe von ca. 480 m. Die nächstgelegenen Großstädte sind Vitoria-Gasteiz (ca. 49 km nordöstlich) und Logroño (ca. 47 km südöstlich). Das Klima ist gemäßigt bis warm; Regen (ca. 645 mm/Jahr) fällt – mit Ausnahme der Sommermonate – übers Jahr verteilt.

## Bevölkerungsentwicklung
| Jahr      | 1857  | 1900  | 1950  | 2000  | 2019   |
| Einwohner | 6.594 | 7.914 | 8.621 | 9.241 | 11.408 |

Das stetige Bevölkerungswachstum der Stadt resultiert hauptsächlich durch Zuwanderung aus den ländlichen Gebieten der Region.

## Wirtschaft
In früheren Jahrhunderten lebten viele Einwohner der Stadt direkt oder indirekt (als Handwerker und Gewerbetreibende) von der in der Umgebung betriebenen Landwirtschaft. Der seit den Zeiten der Römer betriebene Weinbau gewann vor allem im 19. Jahrhundert an Bedeutung, als sich französische Weinbauern in der Stadt niederließen, um dort Wein nach französischem Vorbild zu produzieren. Die Industrialisierung der Stadt begann mit dem Bau der Eisenbahnlinie durch das Ebrotal, wobei die Industriebetriebe hauptsächlich im Bahnhofsviertel entstanden, wo sich bis heute historische Betriebe erhalten haben. Das ehemalige Gewerbegebiet ist heutzutage nur noch von touristischer Bedeutung.
Die beiden neuen Gewerbegebiete Entrecarreteras und Fuente Ciega, in denen heute die meisten Betriebe angesiedelt sind, entstanden außerhalb der Stadt. Von besonderer Bedeutung sind neben der Lebensmittelindustrie die Textil- und Schuhproduktion; ferner gibt es Chemiebetriebe und Holzverarbeitung.

## Geschichte

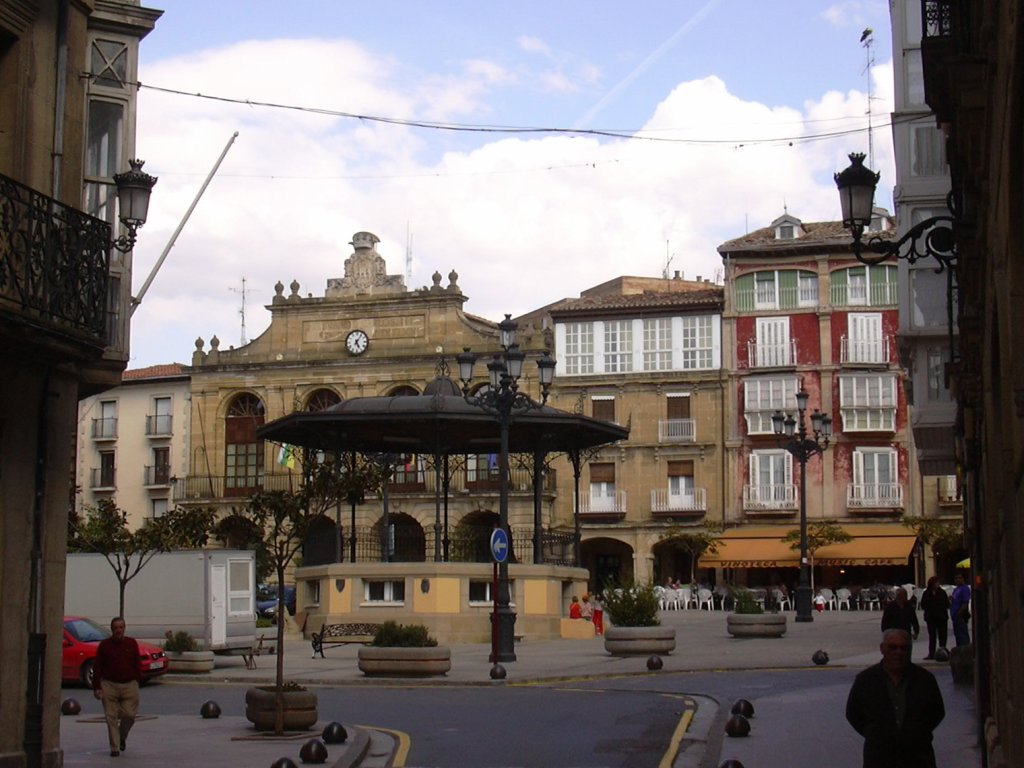
Plaza Mayor

Die Besiedlung der Anhöhe von Haro dürfte bis in die Zeit des keltiberischen Volksstammes der Beronen zurückreichen. Römische Funde wurden nicht gemacht, doch wird der Ortsname Castrum Bilibium mit Haro in Verbindung gebracht. Um das Jahr 1093 belehnte König Alfons VI. von León und Kastilien seinen getreuen Mitstreiter Diego López mit der Grundherrschaft (señorio) über den strategisch bedeutsamen Ort und sein Umland. Seinen Nachfolgern gelang es, ihre Macht über ein immer größer werdendes Gebiet auszudehnen. Im Jahr 1430 ernannte König Johann II. von Kastilien zum Dank für geleistete Dienste gegen Johann II. von Aragón Don Pedro Fernández de Velasco zum Grafen von Haro. Im 16. und 17. Jahrhundert erlebte die Stadt ihre Blütezeit. Nach der Abschaffung aller Grundherrschaften in den Jahren 1811 und 1820 gehörte das Gebiet zur kastilischen Provinz Burgos und kam erst im Jahr 1833 zur neugeschaffenen Provinz Logroño, aus welcher im Jahr 1982 die Region La Rioja hervorging.

## Sehenswürdigkeiten und Kultur

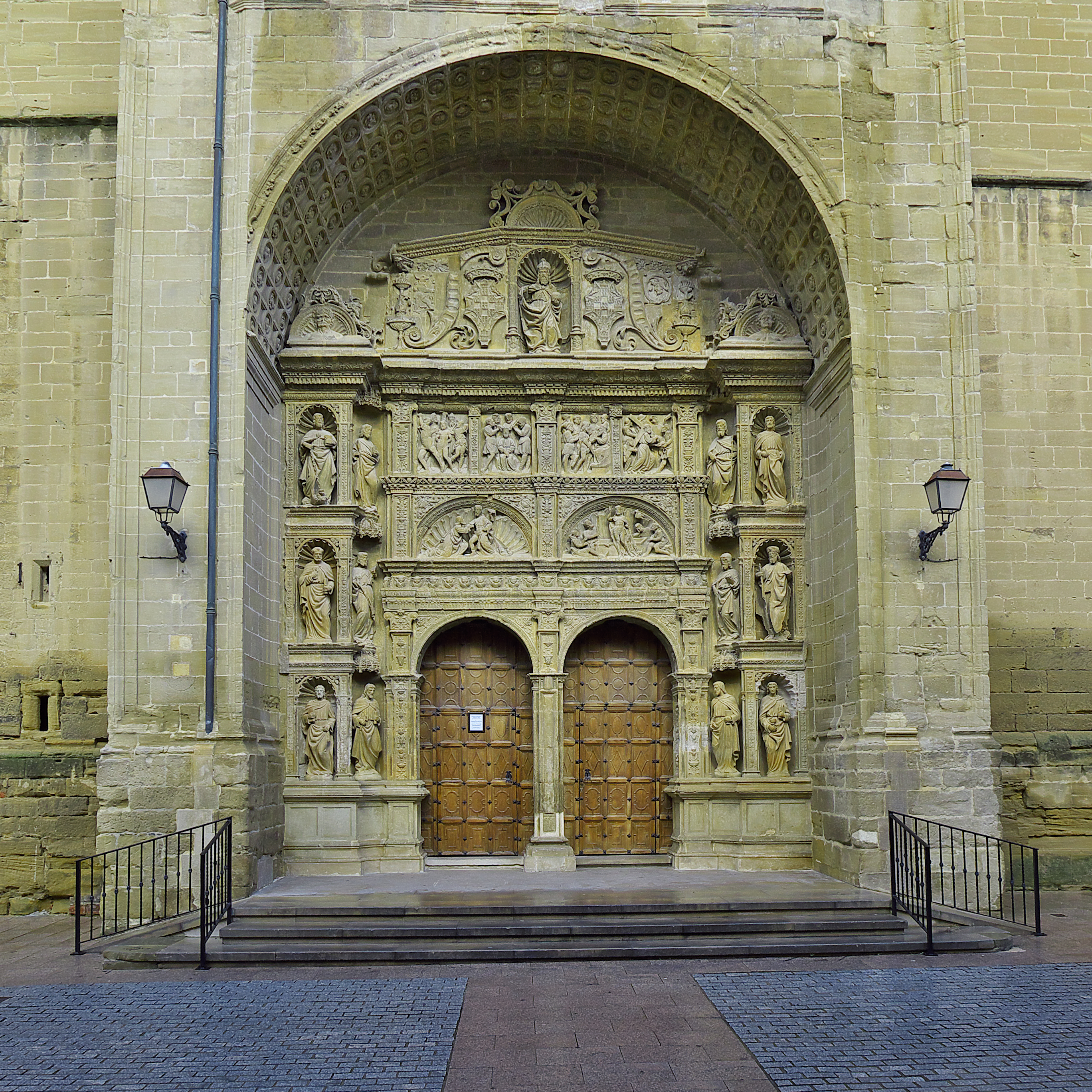
Platereskes Portal der Kirche Santo Tomás

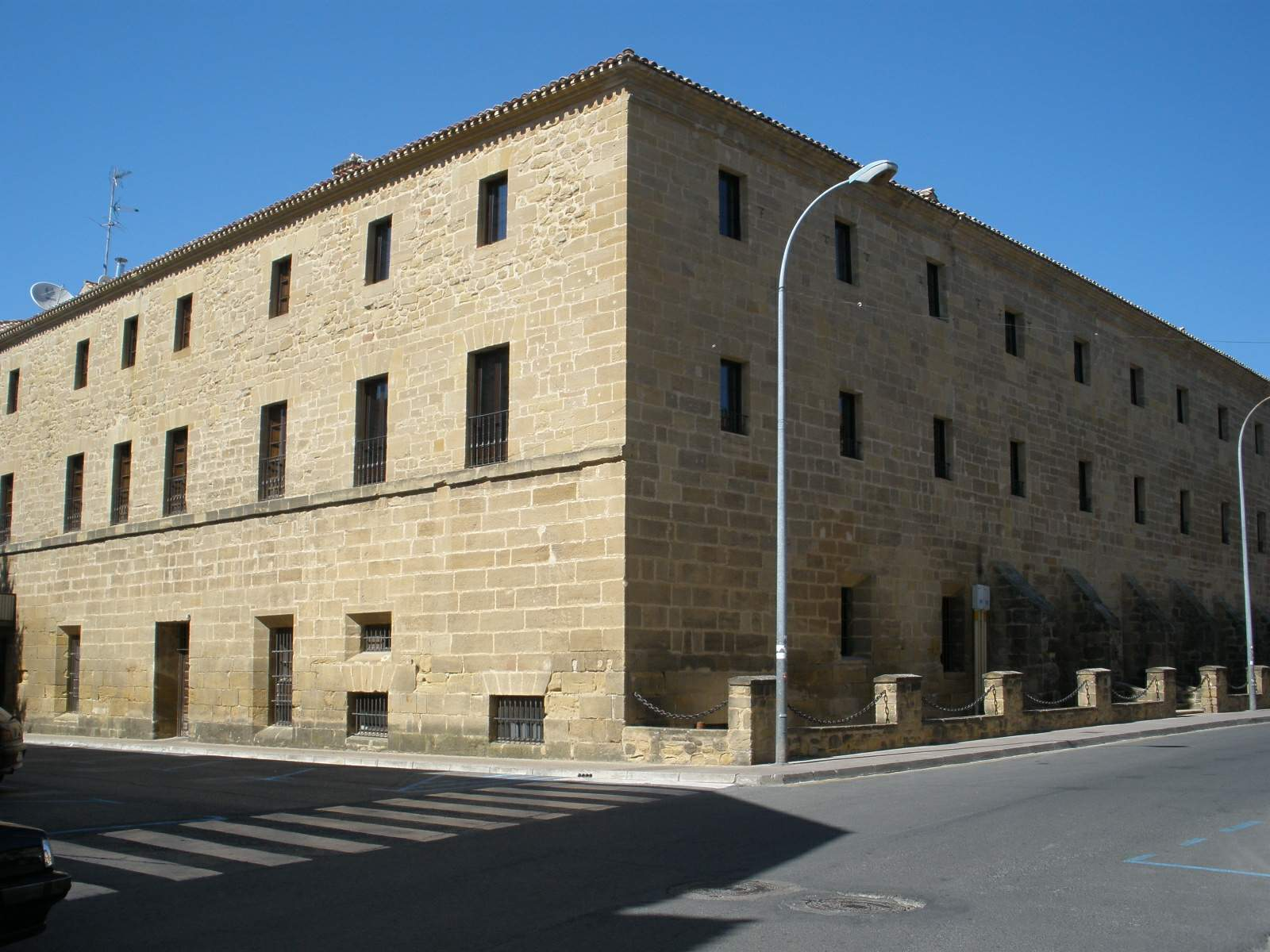
Ex-Convento San Agustín

- Haro ist der Hauptort des Weinanbaugebiets Rioja Alta. Daher ist das Stadtbild stark vom Weinbau und den zugehörigen Weinkellereien (Bodegas) geprägt. Die Bodegas befinden sich nicht nur außerhalb des Ortes, sondern auch direkt im Zentrum. Des Weiteren hat der Wein der Stadt einen merklichen Reichtum erzeugt, was sich an den Gebäuden des Orts verdeutlicht, darunter einige Herrschaftshäuser aus dem 16. bis 18. Jahrhundert.
- Beliebter Treffpunkt ist die Plaza Mayor im Zentrum der Altstadt; dort befindet sich auch das Rathaus (ayuntamiento) mit einem bekrönenden Wappenschild, welcher noch das Wappen von Kastilien und León zeigt.
- Die barock-klassizistische Pfarrkirche Santo Tomás mit ihrer markanten Turmspitze, dem Wahrzeichen der Stadt, stammt aus dem 17./18. Jahrhundert und entstand an der Stelle eines Vorgängerbaus, von dem sich noch das platereske Portal erhalten hat, welches dem Bildhauer Felipe Vigarny zugeschrieben wird.[5]
- Die Basílica de Nuestra Señora de la Vega ist ein dreischiffiger klassizistischer Bau aus dem 18. Jahrhundert. Beeindruckend ist der kunstvoll geschnitzte, aber komplett vergoldete spätbarocke Altarretabel. In einem Annexbau zeigt das Museo de La Virgen de la Vega Werke religiöser Kunst aus der Region.[6]
- Der Exconvento de San Agustín y teatro Bretón de los Herreros wurde im 14. Jahrhundert vom Augustinerorden gegründet. Die letzten Mönche verließen das Kloster im Rahmen der Desamortisation des Kirchenbesitzes im Jahr 1834. Die im Jahr 1741 im strengen Herrera-Stil neu errichteten Gebäude dienten in der Folgezeit als Hospital, Schule oder Gefängnis – später sogar als Busstation. Seit 1989 werden sie als ein Vier-Sterne-Hotel genutzt; der ehemalige Kreuzgang dient als (überdachter) Innenhof.
- Mehrere Stadtpaläste reicher Adelsfamilien entstanden im Zentrum der Stadt. Hervorzuheben sind der Palacio de Bendaña (15./16. Jh.), der Palacio de los Salazar (18. Jh.), der Palacio de los Condes de Haro (17. Jh.) oder der Palacio de Tejada (18. Jh.).
- Das Museo de arte contemporáneo bietet Werke moderner Künstler.
- Das Centro de Interpretación del Vino de Rioja beschäftigt sich mit der Geschichte und den Traditionen des Weinbaus in der Region.

## Bodegas

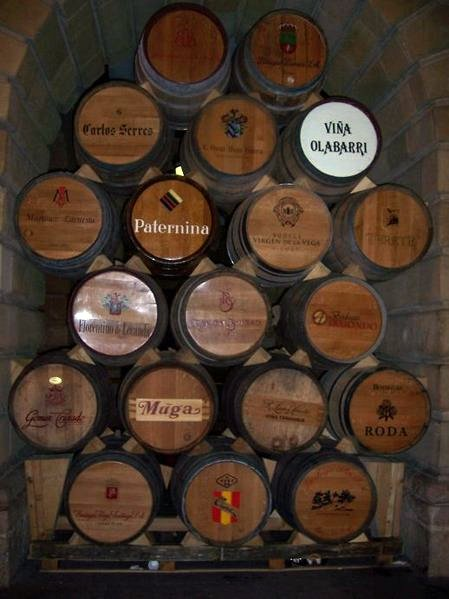
Weinfässer der Bodegas von Haro

Viele der Bodegas in Haro sind bekannt für ihre exzellenten Rotweine. Die wichtigsten sind:
- Bodegas Bilbainas
- Bodegas Carlos Serres
- CVNE (Compañía Vinícola del Norte de España)

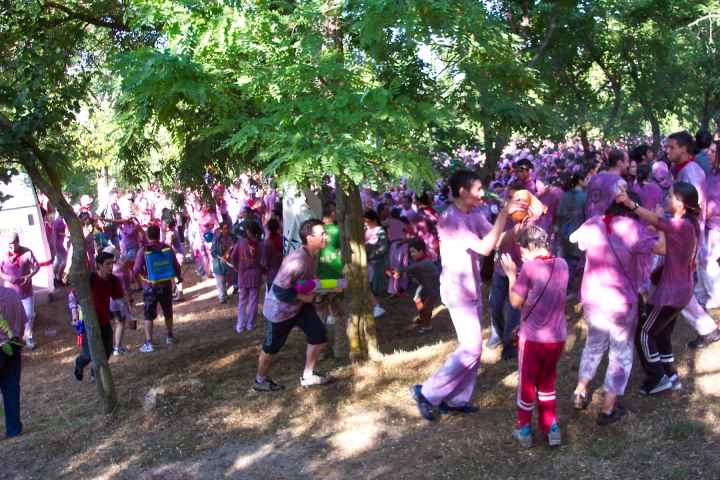
Batalla del Vino

- Bodegas Rioja Santiago
- Federico Paternina
- Bodegas Manzanos
- Bodegas Martínez Lacuesta
- Bodegas Muga
- López Heredia - Viña Tondonia
- Bodegas Ramón Bilbao
- La Rioja Alta

## Traditionen
Jedes Jahr findet am 29. Juni die sogenannte „Weinschlacht“ (spanisch Batalla del Vino) statt. Früh morgens begeben sich die weiß gekleideten Teilnehmer auf einen Hügel in der Nähe, wo sie sich gegenseitig mit Rotwein bespritzen. Im Anschluss findet ein gemeinschaftliches Essen statt. Der Ursprung der Weinschlacht ist auf einen alten Streit mit dem benachbarten Miranda de Ebro um den Besitz einiger Hügel zurückzuführen, die sich genau zwischen beiden Orten befinden.

## Töchter und Söhne der Gemeinde
- Martin Galíndez (1547–1627), Maler und Holzschnitzer
- Daniel Anguiano Munguito (1882–1963), Politiker und Gewerkschafter
- Luis de la Fuente (* 1961), Fußballspieler und -trainer